# 1592 en science
| Années de la science : 1589 - 1590 - 1591 - 1592 - 1593 - 1594 - 1595    |
| Décennies de la science : 1560 - 1570 - 1580 - 1590 - 1600 - 1610 - 1620 |

Cet article présente les faits marquants de l'année 1592 en science.

## Événements
- 23 mai : Giovanni Mocenigo dénonce Giordano Bruno à l’inquisition vénitienne. Bruno est arrêté et jeté à la prison de San Domenico di Castello[1].
- 26 septembre : Galilée obtient la chaire de mathématique à l'université de Padoue où il reste 18 ans[2]. Il tient son premier cours le 7 décembre avec succès[3].
- 23 novembre-12 décembre : apparition des étoiles invitées de 1592 observées par des astronomes coréens[4].

- Carte du monde de Petrus Plancius[5].
- Vers 1592-1593 : Cornelis Corneliszoon construit à Zaandam en Hollande une scierie à vent, première scie mûe par un moulin à vent[6].
- Vers 1592-1597 : Galilée invente le thermoscope[7].

## Publications
- Prospero Alpini : De Plantis Ægypti liber, Venise, 1592 ;
- Fabio Colonna : Phytobasanos (Examen critique des plantes), 1592 ;
- Giovanni Antonio Magini :
  - De Planis Triangulis, Venise, 1592,
  - Tabula tetragonica.
- Joseph Juste Scaliger, Nova Cyclometria, Leyde. L'auteur donne une solution fausse, à la règle et au compas, de la duplication du cube et de la trisection de l'angle[8].

## Naissances
- 22 janvier : Pierre Gassendi (mort en 1655), mathématicien, philosophe, théologien et astronome français.
- 22 avril : Wilhelm Schickard (mort en 1635), principal précurseur du calcul mécanique.

- John Goodyer (mort en 1664), botaniste britannique.

## Décès
- 17 juillet : Pedro Sarmiento de Gamboa (né en 1532), explorateur, scientifique, historien et humaniste espagnol.
- 28 octobre : Augier Busbeck (né en 1522), diplomate et botaniste néerlandais.

- David Kandel (né en 1520), artiste allemand.